# Divlji valovi
Divlji valovi (engl. Surf's Up) je američki animirani film iz 2007. godine, kojeg je producirao Sony Pictures Animation. Drugi film je obavljen u 2017.

## Uloge
| Ime                  | Engleska inačica | Hrvatska inačica    |
| -------------------- | ---------------- | ------------------- |
| Cody Maverick        | Shia LaBeouf     | Ivan Glowatzky      |
| Big Z/Frik           | Jeff Bridges     | Filip Šovagović     |
| Lana Alikai          | Zooey Deschanel  | Anja Nigović        |
| Rođo Belafonte       | James Woods      | Željko Konigsknecht |
| Miki Abramović       | Mario Cantone    | Mario Mirković      |
| Edna Maverick        | Dana Belben      | Mirela Brekalo      |
| Tank Evans           | Diedrich Bader   | Enes Vejzović       |
| Pivac Joe            | Jon Heder        | Damir Poljičak      |
| Glen Maverick        | Brian Posehn     | Luka Peroš          |
| Rob Machado          | Rob Machado      | Dean Krivačić       |
| Pingvica Blažičko    | Sal Masekela     | Ivan Blažičko       |
| Filmaš               | Chris Buck       | Krešimir Mišak      |
| Najavljivač          | ?                | Mario Anduš         |
| Stari pingvin        | ?                | Pero Juričić        |
| Sin pingvina         | ?                | Tomislav Rukavina   |
| Obožavatelj pingvina | ?                | Mitja Smiljanić     |
| Kelly Slater         | Kelly Slater     | Duško Modrinić      |
| Kate                 | Reese Elowe      | Nina Bajsić         |
| Smudge               | Jack P. Ranjo    | Karlo Franić        |
| Arnold               | Reed Buck        | Matija Krizmanić    |

Ostali glasovi:
- Jelena Martinović
- Dalibor Ivanović
- Petra Vukelić
- Luka Juričić
- Nikola Dabac
- Denin Serdarević

- Sinkronizacija: Livada Produkcija
- Redatelj dijaloga: Tomislav Rukavina
- Prijevod i adaptacija dijaloga: Jelena Paljan
- Tonski snimatelj: Ivan Arnold